# El Nuevo Tonalá
El Nuevo Tonalá är en ort i Mexiko.   Den ligger i kommunen Rosario och delstaten Sinaloa, i den centrala delen av landet, 800 km nordväst om huvudstaden Mexico City. El Nuevo Tonalá ligger 55 meter över havet och antalet invånare är 101.
Terrängen runt El Nuevo Tonalá är kuperad österut, men västerut är den platt. Runt El Nuevo Tonalá är det glesbefolkat, med 15 invånare per kvadratkilometer. Närmaste större samhälle är El Pozole, 17,3 km sydväst om El Nuevo Tonalá. I omgivningarna runt El Nuevo Tonalá växer i huvudsak lövfällande lövskog.